# 桑春榮
桑春荣（1802年—1882年），字柏侪。浙江山阴（今绍兴）桑渎村人，寄籍順天府宛平，清朝政治人物。

## 生平
桑春荣為道光十二年（1832）壬辰恩科进士，改翰林院庶吉士。历任国史馆协修、纂修、总纂，外补河南道、四川道监察御史，調云南临安知府，升贵州按察使、云南布政使、云南巡抚、兵部右侍郎、都察院左都御史，官至刑部尚书。刑部尚书任内，曾於光绪二年（1876年）主审“清末四大疑案”之一的杨乃武与小白菜案，秉公裁決，使此案了結。光绪八年（1882年）卒。朝廷追授其太子少保衔，赐祭葬，谥文恪。